# Caliphruria korsakoffii
Caliphruria korsakoffii är en amaryllisväxtart som först beskrevs av Hamilton Paul Traub, och fick sitt nu gällande namn av Alan W. Meerow. Caliphruria korsakoffii ingår i släktet Caliphruria och familjen amaryllisväxter. Inga underarter finns listade i Catalogue of Life.